# 그리프 퍼스트
그리프 퍼스트(Griff Furst, 1981년 9월 17일 ~ )는 미국의 배우, 감독, 각본가, 영상 편집자, 제작자, 음악가, 촬영 감독이다.
밴나이즈에서 태어났다.

## 출연 작품
- 데드워터 (2019년) - 데이비드 역
- 스틸 컨트리 (2018년) - 맥스 힘러 역
- 콜드 문 (2016년) (각본, 감독, 편집)
- 파운더 (2016년) - 짐 지엔 역
- 코드 오브 아너 (2016년) - 제리 시몬 역
- 매그니피센트 7 (2016년) - 필립스 역
- 트럼보 (2015년)
- 셀프/리스 (2015년)
- 터미네이터 제니시스 (2015년) - 버크 역
- 포커스 (2015년) - 가레스 역
- 먹고 기도하고 죽여라 (2014년)
- 악마의 탄생 (2014년)
- 더 로프트 : 비밀의 방 (2014년) - 조의 친구 역
- 크리스마스 온 더 바이유 (2013년)
- 그루지 매치 (2013년) - 의사 모건 역
- 헌티드 하이 (2012년) - 갈랜드 역
- 프롬 더 러프 (2012년) - 휴 역
- 에이리언 토네이도 (2012년)
- 트랜짓 (2012년) - 모건 역
- 배틀쉽 (2012년) - BIP 기술자 역
- 파라노말 이니테이션 (2011년)
- 변종샤크 (2011년)
- 토네이도 (2011년)
- 마이애미 대침몰 (2011년) - 브랜든 라이스 역
- 그린 랜턴: 반지의 선택 (2011년) - UCAV 오퍼레이터 1 역
- 마스크 메이커 (2010, Maskerade)
- 무빙 인 (2010년)
- 하우스 오브 본즈 (2010년)
- 레팅 고 (2010년)
- 플래시드 3 (2010년)
- 몬스터 울프 (2010년) - 체이스 역
- 울브스베인 (2009년)
- 30 데이즈 투 다이 (2009년)
- 아이크라임 (2009년)
- 필립 모리스 (2009년)
- 쥬라기 타임트랙  (2008년)
- 고스트 이미지 (2007년) - 돈넬 역
- 아메리칸 헤이레스 (2007년)
- 트랜스모퍼 (2007년)
- 테이크 (2007년)
- 히치하이커 (2007년)
- 특수부대 사이보그 솔저 (2007년)
- 아이 엠 오메가 (2007년)
- 드라큐라의 저주 (2006년)
- 헬 투 페이 (2005년)
- 에이리언 애브덕션 (2005년)
- 졸리 로저 - 커트 코브 대학살 (2005년)
- Fake Stacy (2003) - 단편
- 보아 VS 비단뱀 (2004)
- LA DJ: The Movie (2004)
- 저지먼트 데이: 지구붕괴 (2005)

### 텔레비전
- 패션 하우스 (2006, Fashion House)
- 레드 로드 (2015, The Red Road)